# Biblioteca Științifică Centrală „Andrei Lupan” a Academiei de Științe a Moldovei

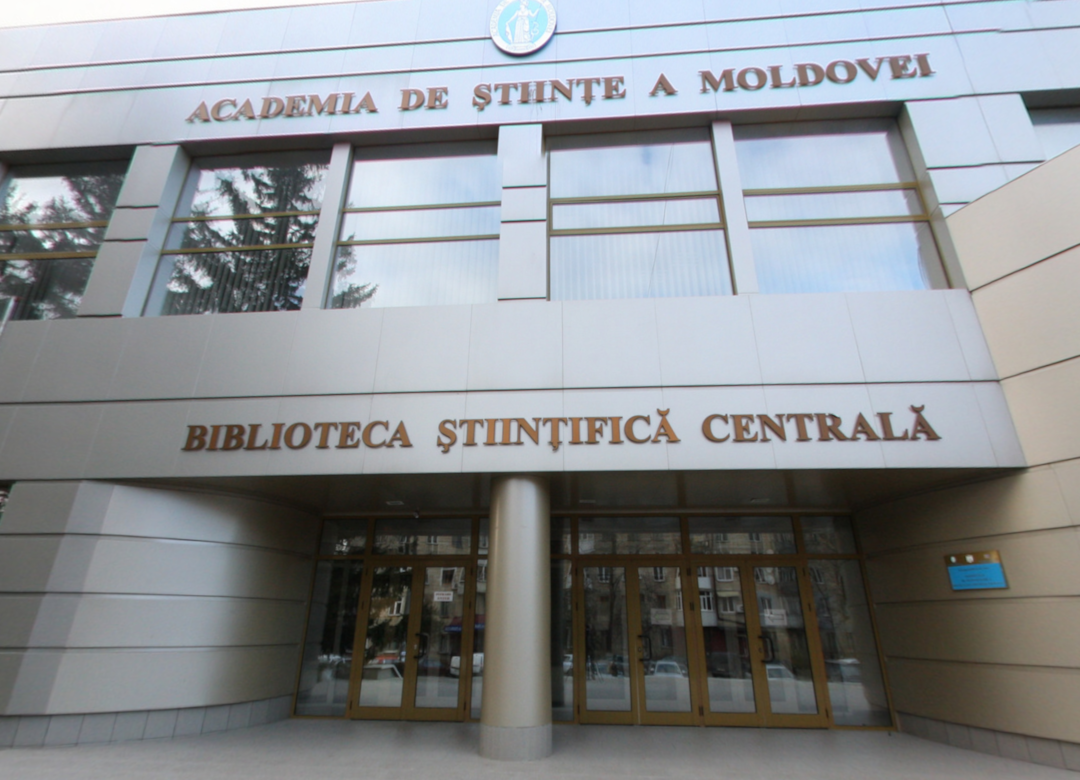
Blocul central al Bibliotecii AȘM

Biblioteca Științifică Centrală „Andrei Lupan” a Academiei de Științe a Moldovei este principala bibliotecă științifică și una din cele mai mari biblioteci din Republica Moldova. Instituția este  o bibliotecă științifică cu profil enciclopedic universal, dispunând de colecții în diverse domenii științifice. Funcția principală a Bibliotecii Științifice Centrale „A. Lupan” este asistența informațională a cercetărilor științifice efectuate în cadrul Academiei de Știinte a Moldovei, satisfacerea cerințelor de informare documentară și de lectură a colaboratorilor instituțiilor academice atât prin metode tradiționale, cât și prin utilizarea tehnologiilor informaționale.

## Istoric
Biblioteca a fost fondată la 1 noiembrie 1928, pe lângă Comitetul Științific Moldovenesc cu denumirea de Biblioteca Științifică Moldovenească.. În anul 1939  a funcționat ca Bibliotecă a Institutului de Istorie, Limbă, Literatură și Economie. Paralel cu această bibliotecă, în 1947, pe lângă Baza Moldovenească a Academiei de Științe a URSS a fost înființată o a doua bibliotecă de literatură în domeniul științelor naturale și exacte. La 25 septembrie 1963 prin hotărârea Prezidiului Academiei s-a produs comasarea celor două biblioteci în una singură cu denumirea ei actuală - Biblioteca Științifică Centrală. Din anul 2007 biblioteca academică poartă numele scriitorului-academician Andrei Lupan.

## Colecții
Colecțiile Bibliotecii Științifice Centrale „A.Lupan” a Academiei de Științe a Moldovei includ diferite categorii de documente (cărți, seriale, microformate, manuscrise (medievale și moderne), documente electronice etc. grupate în: 
- Fondul de carte rară și veche
- Fondul de referință
- Fondul tezelor de doctorat
- Fondul de microfilme
- Fondurile personale
- Fonduri arhivistice
- Fondul de seriale

Fondul documentar al bibliotecii este universal după conținut și se structurează în colecții
de bază (inclusiv colecțiile speciale) și colecții auxiliare (fondul de rezerva și schimb). Volumul total al fondului este de 1420439 cărți și periodice, publicații speciale. Din numărul
total: fondul activ — 1.381.672 volume, fondul de rezervă și schimb — 38.767 volume.
Sursele principale de completare a fondurilor sunt: abonamentele la perodice; cumpărarea; schimbul de publicații; depozitul legal; donațiile. Colecțiile de bază sunt amplasate în localurile unde activează Biblioteca Centrală sau filialele sale în corespundere cu profilul cercetărilor efectuate în cadrul instituțiilor academice.

## Structură și servicii

### Structura administrativă
Personalul bibliotecii este alcătuit din:
- Aparatul Administrativ
- Secția Activitate Biblioteconomică și Arhivistică
- Centrul Cercetări Științifice și Asistență Metodologică
- Secția Logistică

### Filialele bibliotecii
Biblioteca este compusă din:
- Blocul Central cu publicațiile în domeniul științelor socio-umane, secția Bibliografie și Infromare (edițiile de referință academice), secția Carte rară, Sala de calculatoare, (str. Academiei nr. 5a);
- Biblioteca din cadrul Institelor cu profil Biologie cu publicații în domeniul științelor vieții, (str. Academiei nr. 1);
- Biblioteca din cadrul Institului de Chimie cu publicații în domeniul științelor aplicate (str. Academiei nr. 3);
- Biblioteca din cadrul Institutelor de Fizică și Matematică, cu publicații în domeniul științelor exacte (str. Academiei nr. 5);
- Biblioteca din cadrul Institutului de Genetică și Fiziologie a Plantelor al AȘM cu publicații în domeniul științelor vieții (Str. Pădurii nr. 20);
- Biblioteca din cadrul Grădina Botanică (Institut) cu publicații în domeniul științelor naturii (Str. Pădurii nr. 18).

### Serviciile
Biblioteca oferă următoarele servicii: împrumut de publicații în săli de lectură și la domiciliu; referințe, cercetări bibliografice tematice, acces , wi-fi, baze de date ale publicațiilor electronice din diverse țări. Biblioteca efectuează împrumut interbibliotecar, întreține schimb internațional de publicații cu un număr de 167 de organizații din 38 de țări ale lumii, elaborează în permanență bibliografii, buletine bibliografice tematice, realizează cercetări științifice în  domeniul bibliologiei (istoriei cărții, bibliografiei, biblioteconomiei, sociologiei cărții și a lecturii), participă la elaborarea cataloagelor cumulative, exercită funcția de centru metodologic al activității bibliotecilor științifice